# Karl Schröter (Theologe)
Karl Johann Friedrich Schröter (* 18. Januar 1826 in Rheinfelden, Kanton Aargau; † 27. Dezember 1886 ebenda) war ein Schweizer altkatholischer Theologe, Lehrer, Geschichtsforscher und Autor.

## Leben und Werk
Schröter war der älteste Sohn des Amtsstatthalters von Rheinfelden Joseph Fridolin (1796–1861) und der Handarbeitslehrerin Viktoria, geborene Hodel. Sein Vater hatte auf urkundlicher Grundlage zwei handschriftliche Arbeiten zur Geschichte der Stadt Rheinfelden verfasst. Daraus publizierte Schröter 1864 das Bruchstück Die Kriegslasten der Stadt Rheinfelden zur Zeit des dreissigjährigen Krieges.
Schröter besuchte von 1841 bis 1845 die Alte Kantonsschule Aarau. Anschliessend studierte er Theologie in Freiburg im Breisgau und Tübingen und kehrte 1848 nach Rheinfelden zurück. 1849 empfing Schröter in Solothurn die Priesterweihe und übernahm aber schon im Frühling eine Stelle an der Rheinfelder Bezirksschule, wo er Geschichte, Geografie und bald auch Religion unterrichtete. Ende 1855 wurde Schröter zum Stadtpfarrer und Chorherr von St. Martin gewählt, und 1858 wurde er Inspektor der Kantonsschule sowie 1863 Mitglied des aargauischen Erziehungsrates.
Als sich in den 1870er-Jahren in der Schweiz die alt- bzw. christkatholische Bewegung konstituierte, schloss sich Rheinfelden 1872 als eine der ersten dortigen Gemeinden an sie an. Die neue kirchliche Gemeinschaft ernannte Schröter zum bischöflichen Vikar sowie zum Mitglied und später zum Vizepräsidenten des schweizerischen Synodalrates.
Schröter gehörte zu den Gründern der Historischen Gesellschaft des Kantons Aargau und redigierte bis 1871 zusammen mit Ernst Ludwig Rochholz die Buchreihe Argovia und das Taschenbuch, wo er mehrere Studien veröffentlichte. Schröter war mit Emil Welti, Jakob Frey und Jakob Hunziker eng befreundet. Die Theologische Fakultät der Universität Bern ernannte Schröter am Gründungsfest der Hochschule 1848 zum Ehrendoktor.
Karl Schröters Schwester war die Oberarbeitslehrerin, Zeitungsverlegerin und Publizistin Nanette Kalenbach-Schröter.